# Ievguenia Sedova
Pour les articles homonymes, voir Sedova.
Ievguenia Aleksandrovna Sedova (en russe : Евгения Александровна Седова), le 18 juillet 1986 à Chadrinsk, est une biathlète russe.

## Carrière
En 2007, elle remporte son premier titre en gagnant l'individuel des Championnats du monde junior.

## Palmarès

### Coupe du monde
- Meilleur classement général : 52e en 2011.
- Meilleur résultat individuel : 10e.

#### Différents classements en Coupe du monde
| Année     | Classement général final | Sprint | Poursuite | Individuel | Mass start |
| 2010-2011 | 52e                      | 57e    | 50e       | -          | 34e        |

### Championnats du monde junior
- Médaille d'or de l'individuel en 2007.

### Championnats du monde de biathlon d'été
- Médaille d'argent du relais mixte en 2010.

### IBU Cup
- 5 podiums individuels, dont 1 victoire.